# Leptocolpia
Leptocolpia is een geslacht van vlinders van de familie spanners (Geometridae), uit de onderfamilie Geometrinae.

## Soorten
- L. decaryi Herbulot, 1955
- L. montana Viette, 1977
- L. oxygonia Prout, 1925
- L. superba Herbulot, 1965
- L. viridicatena Prout, 1922